# Dystasia humeralis
Dystasia humeralis es una especie de escarabajo longicornio del género Dystasia, familia Cerambycidae. Fue descrita científicamente por Breuning en 1958.
Habita en Camboya. Los machos y las hembras miden aproximadamente 13 mm.